# Barmský box

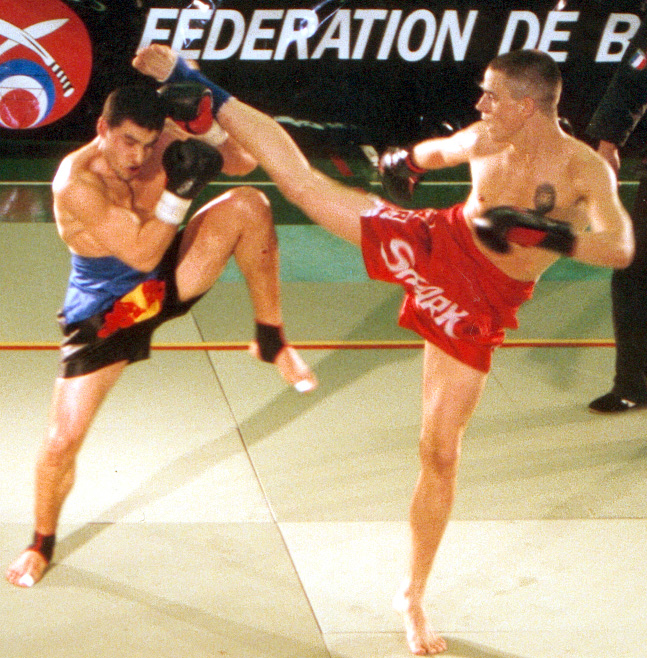

Barmský box (Lethwei) je bojový sport rozšířený na území Barmy. Vyvinul se přibližně před tisíci lety a do dnešní doby se pravidla téměř nezměnila.
K zápasu proti sobě nastupují boxeři bosi, pěsti mají omotané vlněnými bandážemi. Jsou povoleny všechny údery a kopy, včetně úderů hlavou a také jsou povoleny všechny strhy, podmety, porazy, hody a zvraty.
Když Barmu obsadili Angličané, zakázali nejen zápasy, ale i trénink barmského boxu. Později od tohoto zákazu ustoupili a sami angličtí guvernéři se účastnili zápasů.